# Pays Bamiléké
Le Pays bamiléké est une zone de relief d'environ 8 200 km2, dans l’Ouest du Cameroun.

## Géographie du Pays bamiléké
Le Pays bamiléké s'étend de la rive droite de la rivière Noun sur une région montagneuse lotie sur un socle ancien, qui fut soumis à des mouvements tectoniques importants. Le lieu a subi un volcanisme relativement récent (fin du Crétacé ou Éocène) qui y a laissé des marques sous forme de grands appareils comme le massif des Bamboutos et de vastes coulées dessinant des planèzes. Ce plateau-est le plus souvent haut de 1200-1400 mètres, avec quelques sommets qui dépassent les 2 000 m.
Le relief accidenté du Pays bamiléké se prolonge au Cameroun anglophone. Les paysages et le climat sont les mêmes et la séparation avec la colonisation entre les deux parties n’a pas effacé les profondes ressemblances entre des peuples d’origines et de structures identiques. Dans la région du Nord-Ouest, on désigne ces peuples du nom de Ngemba, Bafut, Kom, etc. ; mais le fond culturel est le même et le destin économique a été semblable.
La division administrative veut que le Pays bamiléké ainsi que les Bamilékés soient essentiellement ceux du Cameroun francophone, les peuples « frontaliers » de la région du Nord-Ouest n'étant pas réunis dans cette appellation.
Le paysage bamiléké est fait de maillages orthogonaux, de bocages qui moulent les versants sur les sommets des collines. Les herbages servent de pâture et les lignes touffues de palmiers raphia, eucalyptus et autres arbres forment les limitations des concessions et familiales.

### Division des terres en bocages
La végétation naturelle a quasiment disparu du pays, sinon dans les bois sacrés des chefferies, derniers témoins d'une végétation forestière dense. Ici et là, on trouve une masse épaisse de bois ou une forêt qui jouxte la chefferie. La chefferie agglutine de multiples constructions en ordre serré et contraste avec la disposition très dispersée des maisons rurales traditionnelles séparées de haies bocagères. Cette image classique est effacée car ne se retrouve pas dans la totalité du Pays bamiléké. Et aussi, à la suite des troubles violents lors du maquis qui a agité le Pays bamiléké dans les années 1958, 1962, une large partie de la population a été rassemblée dans de vastes regroupements, provoquant du même coup l’abandon, pour un temps, de l’habitat traditionnel dispersé. Le paysage de bocage n’a plus été entretenu dans ces zones et s’est progressivement dégradé. Les troubles combinés à l'accentuation des courants migratoires laissent en jachère certaines terres.

## Populations

### Densité des populations
Malgré la ponction de l’émigration, les densités de population demeurent très élevées en Pays bamiléké. Avec l'Extrême Nord du Cameroun, le Pays bamiléké enregistre des fortes densités de population. En général supérieure à 100 au km2, une dizaine de groupements ont plus de 200 habitants au km2. Ces taux sont peu fréquents en Afrique. Le relief étant accidenté et peu fertile, l’explication de cette forte densité est à rechercher dans l’histoire ou les structures sociales et non dans l'attractivité du milieu.